# الکساندرا، بخش مینسک
الکساندرا، بخش مینسک (به لاتین: Aleksandrów, Mińsk County) یک منطقهٔ مسکونی در لهستان است که در Gmina Jakubów واقع شده‌است.